# La Laguna (Soria)
La Laguna es una localidad  de la provincia de Soria, partido judicial de Soria,  Comunidad Autónoma de Castilla y León, España. Pueblo de la comarca de  Tierras Altas que pertenece al municipio de Villar del Río.
Para la administración eclesiástica de la Iglesia católica, forma parte de la Diócesis de Osma la cual, a su vez, pertenece a la Archidiócesis de Burgos.

## Descripción
Localidad intensamente dedicada a la ganadería, situada al borde del Rincón de la Caballera, con una amplia vista de los barrancos del Arroyo de la Helechosa y de Valdehondo.

### Comunicaciones
Localidad situada en la carretera  provincial SO-P-1103, entre Santa Cruz de Yanguas y  Villar del Río.